# O Esplendor de Portugal (programa radiofónico)
O Esplendor de Portugal é um programa de rádio emitido na estação Antena 1 da RTP. Apresentado e moderado por Rui Pêgo, trata-se de um programa de discussão da actualidade, comentada por três interlocutores, todos eles estrangeiros a viver em Portugal.
Actualmente, o programa conta com as intervenções de Jair Rattner, Ronaldo Bonacchi e Cynthia de Benito. No passado, também Gerson Junior, Virginia Lopez e Juan Goldin fizeram parte do painel de comentadores do programa.